# Austin Gipsy
Der Austin Gipsy („Zigeuner“) ist ein  Geländewagen der Austin Motor Company aus den 1950er und 1960er Jahren. Er wurde als Konkurrent für den Land Rover auf den Markt gebracht. 
Der Gipsy ähnelt im Aussehen dem Land Rover, hat aber anders als dieser keine Karosserie aus Aluminium, sondern wie üblich aus Stahl, und wurde zunächst mit einem ungewöhnlichen Fahrwerk versehen, das schrittweise konventioneller gestaltet wurde. 
Die ursprüngliche Einzelradaufhängung rundum erfolgte durch Schwingen mit Torsionsfedern aus Gummi. Deshalb heißt diese Federung Flexitor. Jüngere Gipsy haben zumindest teilweise konventionelle Starrachsen mit Blattfedern. Diese Änderung verbesserte die Fahreigenschaften in schwierigem Gelände erheblich. Einer der verwendeten Motoren war der Reihenvierzylinder-Ottomotor mit 2199 cm³, der auch im Austin A70 eingesetzt war. In den 1960er Jahren hatte dieser Motor ein unüblich niedriges Verdichtungsverhältnis, was ihn für Benzin mit besonders niedriger Oktanzahl geeignet erscheinen ließ. Es gab aber auch einen Reihenvierzylinder-Dieselmotor mit 2178 cm³ Hubraum.
Anfangs war der Wagen mit einem Radstand von 2286 mm verfügbar, später kam eine Version mit 2819 mm hinzu, weshalb zwischen SWB (Short Wheel Base) und LWB (Long Wheel Base) unterschieden wird. Die letzte Serie des Gipsy erhielt einen umgestalteten und zweiteiligen Kühlergrill.
Als Austin über die British Motor Corporation in der British Leyland Motor Corporation aufging, gehörten Austin Gipsy und Land Rover zum selben Konzern, sodass die Produktion des Gipsy nach 21.208 Exemplaren beendet wurde. 